# Tjerkessere
Tjerkessere er en samlebetegnelse på flere folkeslag i det nordvestlige Kaukasien, da særlig nært beslægtede adygeer i Adygeja og kabardiner i Karatjajevo-Tjerkessien og Kabardino-Balkarien. Betegnelsen benyttes særskilt om adygeere, og på kabardinere, men det inkluderer også abkasere, heriblandt abazinere og ubycheene. Den sidste gruppe, ubycheene, er sprogligt set en uddød gruppe. Tjerkesserne udgør nu en lille minoritet af befolkningen i området, og den største koncentration findes i Adygeja.

## Diaspora
Den tjerkessiske diaspora har eksisteret siden slutningen af 1800-talet, da mange muslimske tjerkessere emigrerede til det osmanniske rige efter den etniske udrensning af tjerkessere i Rusland, også kendt som folkemordet på tjerkessere.
Tjerkessiske grupper findes i Tyrkiet (150.000 i 2009), Syrien (35.000 i 2009), Libanon, Iran, Irak, Jordan, Kosovo (indtil 1998 da de flyttede tilbage til Republikken Agydeja, Arkiveret 22. februar 2012 hos  Wayback Machine Egypten (tjerkesserne tjenestegjorde tidligere i mamelukkernes armeer), Israel (i Kfar Kama og Rihaniya siden 1880), samt i New York og New Jersey i USA.

## Kendte tjerkessere
- Cem Özdemir, tysk politiker